# Best of Bee Gees
A Best of Bee Gees című lemez a Bee Gees együttes tizenegyedik nagylemeze.
Válogatáslemez az 1966 és 1969 közötti időszak legsikeresebb dalaiból.
Ezen a lemezen jelent meg először nagylemezen a Words című szám.
Hollandiában Startrack Vol. 13 címen jelent meg.

## Az album dalai
1. Holiday (Barry és Robin Gibb) 1967–2:53
2. I've Gotta Get a Message to You (Barry, Robin és Maurice Gibb) 1968 – 2:56
3. I Can't See Nobody (Barry és Robin Gibb) 1967 – 3:45
4. Words (Barry, Robin és Maurice Gibb) 1968 – 3:13
5. I Started a Joke (Barry, Robin és Maurice Gibb) 1968 – 3:08
6. Spicks and Specks (Barry Gibb) 1966 – 2:50
7. First of May (Barry, Robin és Maurice Gibb) 1969 – 2:48
8. World (Barry, Robin és Maurice Gibb) 1967 – 3:13
9. Massachusetts (Barry, Robin és Maurice Gibb) 1967 – 2:20
10. To Love Somebody (Barry és Robin Gibb) 1967 – 3:00
11. Every Christian Lion Hearted Man Will Show You (Barry, Robin és Maurice Gibb) 1967 – 3:38
12. New York Mining Disaster 1941 (Barry és Robin Gibb) 1967 – 2:10

A CD kiadáson a Spicks and Specks – 2:50 helyett a Tomorrow Tomorrow (Barry és Maurice Gibb) – 4:05 szám szerepel.

## Közreműködők
- Barry Gibb – ének, gitár
- Robin Gibb – ének, orgona
- Maurice Gibb – ének, gitár, basszusgitár, zongora, orgona, mellotron

## A nagylemez megjelenése országonként
- Ausztrália Spin SEL 933 482 1969
- Amerikai Egyesült Államok Atco SD-33-292 1969, Atco 292 Reel to reel címmel 1969
- Egyesült Királyság Polydor 583 063 1969, RSO 2394 113 1969
- Franciaország Polydor 658 173 1969, RSO 2394 113 1973
- Hollandia  Polydor 583 063 1969
- Japán RSO MW-2113 1975
- Koreai Köztársaság  Polygram DG 8052
- Németország Polydor 184 297 1969
- Portugália RSO 2394 113 1973
- Spanyolország Polydor 184 297 1969
- Svájc Polydor 184 297 1969

## Az album dalaiból megjelent kislemezek, EP-k
- Words / Sinking Ships Németország: Polydor 59169, Franciaország: Polydor 421 170, Ausztrália: Spin EK-2181, Egyesült Királyság: Polydor 56229, Amerika és Kanada: Atco 45-6548, Japán: Polydor DP-1570, Spanyolország: Polydor 60 018  1968

EP-k
- I Started a Joke / I've Gotta Get a Message To You / To Love Somebody / Massachusetts Thaiföld Cashbox KS 026 1969
- Massachusetts / World / Words / Holiday Portugália Polydor 78017 1969
- Holiday / Words / Don't Forget To Remember / I.O.I.O. Thaiföld Cashbox KS 025 1970

## Eladott példányok
A Best of Bee Gees lemezből Németországban 300 000, az Amerikában 1 100 000, az Egyesült Királyságban 250 000. Kanadában 250 000 példány került eladásra.
A nagylemez a világ összes összes országában 2,5 millió példányban kelt el.